# Georg Cassander

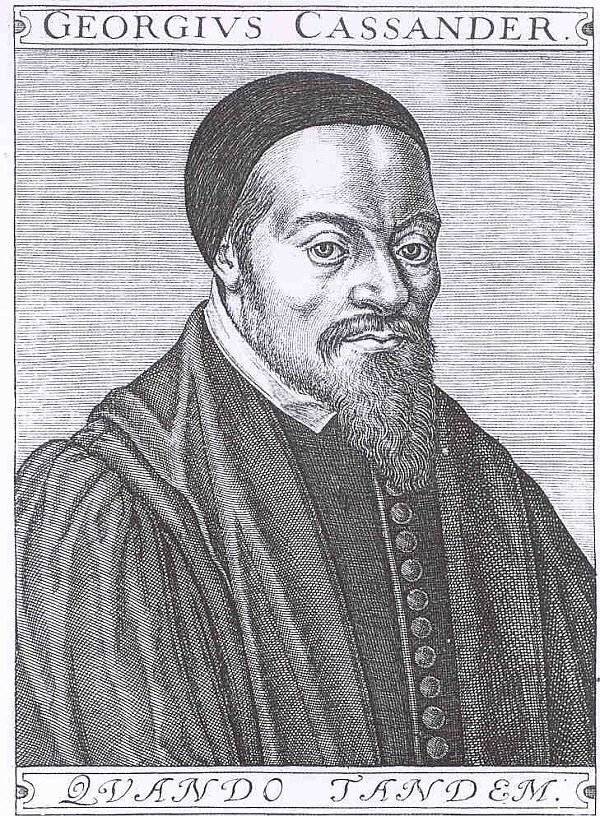
Georg Cassander.

Georg Cassander, född den 24 augusti 1513 i Pitthem nära Brygge, död den 3 februari 1566 i Köln, var en tysk teolog.
Cassander har ansetts vara en av den romersk-katolska kyrkans lärdaste och mest upplysta teologer under reformationstidevarvet. Sitt rykte som teolog förvärvade han under de utjämningsförsök, vilka närmast efter reformationen gjordes för att söka åvägabringa en förening emellan katoliker och protestanter. På uppmaning av kejsar Ferdinand I utgav han 1564 "De articulis religionis inter catholicos et protestantes controversis", i vilket han sökte finna en föreningspunkt i det apostoliska symbolum och den äldre kyrkans bekännelse, sådan denna uttalat sig hos kyrkolärarna från Konstantius’ tid till Leo den store och Gregorius den store. Hans dogmatiska ståndpunkt är för övrigt utpräglat romersk-katolsk. Bekant är det inflytande, som hans arbete utövade på Johan III i Sverige. Cassander författade även andra teologiska verk av högt värde samt utgav flera patristiska arbeten.